# Csittszentiván
Csittszentiván (románul Sântioana de Mureș, németül Johannisdorf) falu Romániában, Maros megyében. Közigazgatásilag Mezőpanit községhez tartozik.

## Fekvése
A falu a Maros lapályán, Marosvásárhelytől délnyugatra 10 km-re fekszik.

## Nevének eredete
Nevének előtagját onnan kapta, hogy a falu és Malomfalva között feküdt a középkorban Csittfalva, melyet a tatárok elpusztítottak, megmaradt lakossága pedig ide költözött.

## Története
1303-ban Sanctus Johannes néven említik először. Középkori temploma az elpusztult Csittfalván állt, a 17. század közepéig használták, 1687-ben azonban fatemplomot építettek helyette.
A 14. században Berényi Lászlónak, Marosszék főkapitányának udvarháza állt itt, amely a 18. század közepén romosan még állt.
A 18. század első felében a falut pestis pusztította. 1910-ben 1073 lakosából 865 magyar, 175 román. 1992-ben 1370 lakosából 1217 magyar, 131 román, 18 cigány volt. A trianoni békeszerződésig Maros-Torda vármegye Marosi alsó járásához tartozott.

## Látnivalók
- Református temploma 1789-ben épült.
- Falumúzeum
- Kopjafa az iskola udvarán és székelykapu ugyan azon a helyen .
- Horgásztavak[2]